# Chikongola (Tandahimba)
Chikongola è una circoscrizione mista (mixed ward) della Tanzania situata nel distretto di Tandahimba, regione di Mtwara. Conta una popolazione di 6 947 abitanti (censimento 2012).